# Liu Zhenyun
Liu Zhenyun, född 1958, är en kinesisk författare.
Han är känd för sina satiriska samtidsskildringar av livet i Kina. Hans berättelser präglas av en drastisk humor och sätter ofta fingret på aktuella problem och företeelser. Han har i senare verk också tagit upp känsliga teman ur historien som till exempel den stora hungersnöden 1942. Ett antal av hans romaner har filmatiserats. År 2015 utkom romanen Processen i svensk översättning